# Davidiella nemorosa
Davidiella nemorosa är en svampart som först beskrevs av Sacc. & Speg., och fick sitt nu gällande namn av Aptroot 2006. Davidiella nemorosa ingår i släktet Davidiella och familjen Davidiellaceae.   Inga underarter finns listade i Catalogue of Life.